# Euderces disparicrus
Euderces disparicrus är en skalbaggsart som beskrevs av Giesbert och Chemsak 1997. Euderces disparicrus ingår i släktet Euderces och familjen långhorningar.
Artens utbredningsområde är:
- Guatemala.
- Honduras.

Inga underarter finns listade i Catalogue of Life.